# Fleet Foxes
Fleet Foxes, är ett femmannaband från Seattle som gett ut skivor på skivbolagen Sub Pop och Bella Union. Kvintetten beskriver sin musik som "baroque harmonic pop jams." De har spelat på större platser, såsom Bumbershoot Music Festival i Seattle, Washington, South by Southwest music festival i Austin, Texas, Sasquatch! Music Festival på the Gorge Amphitheatre i maj 2008, Pitchfork Music Festival i Chicago, Illinois i juli 2008 och även i Sverige på Way Out West i augusti 2008 och på Arvikafestivalen i juli 2009. Bandet spelade antagligen återigen på Way Out West i augusti 2011.
Fleet Foxes började sin vårturné med bandet Blitzen Trapper i februari 2008. Deras första album, Fleet Foxes, släpptes 3 juni 2008. Det fick fyra stjärnor och jämfördes i Rolling Stone med Beach Boys, Band of Horses, Animal Collective och Crosby, Stills & Nash (and Young) och fick 9.0 av 10 i en recension av Pitchfork. I december blev skivan Fleet Foxes etta på tidningen Sonics årsbästalista.

## Medlemmar
Nuvarande medlemmar
- Robin Pecknold - sång, gitarr (2006–idag)
- Skyler Skjelset - gitarr, mandolin, sång (2006–idag)
- Casey Wescott - keyboard, mandolin, sång (2006–idag)
- Christian Wargo - basgitarr, gitarr, sång (2008–idag)
- Morgan Henderson - ståbas, gitarr, träblåsinstrument, violin, slagverk (2010–idag)

Tidigare medlemmar
- Craig Curran - basgitarr (2006-2008)
- Nicholas Peterson - trummor, slagverk, sång (2006–2008)
- Joshua Tillman - trummor, slagverk, sång (2008–2012)

## Diskografi

### Album
- Fleet Foxes (3 juni 2008)
- Helplessness Blues (3 maj 2011)
- Crack-Up (16 juni 2017)
- Shore (22 september 2020)

### Singlar och EP
- The Fleet Foxes (EP) (2006)
- Sun Giant (EP) (8 april 2008)
- The Shrine / An Argument - Live At The BBC (EP) (2011)

### Singlar
- White Winter Hymnal / Isles (7" vinyl) (2008)
- He Doesn't Know Why (2008)
- Mykonos (2009)
- Your Protector (2009)
- Helplessness Blues / Grown Ocean (2011)
- Battery Kinzie (2011)
- Lorelai (2011)
- Third of May / Ōdaigahara (2017)
- Fool's Errand (2017)
- If You Need To, Keep Time On Me (2017)